# Kim Hyung-shik
Kim Hyung-shik (coreano: 김형식, 19 de janeiro de 1970) é um ativista, político e criminoso sul-coreano. Ele foi membro do Conselho Metropolitano de Seul para Gangseo 2.o círculo eleitoral de 2010 a 2015. Em 2014, ele foi preso por ajudar e incitar um assassinato.

## Carreira
Kim é bacharel em filosofia pela Hanshin University, onde foi presidente do conselho estudantil. Como um notável ativista 386, ele serviu como assessor de um ex-parlamentar Shin Ki-nam, bem como um porta-voz adjunto do Partido Uri. Nas eleições locais de 2006, ele concorreu ao cargo de membro do Conselho Metropolitano de Seul para Gangseo 1ª circunscrição, mas perdeu. Em 2010, ele mudou do primeiro para o segundo eleitorado e foi eleito.
Kim ajudou Roh Moo-hyun na eleição presidencial de 2002 e também Park Won-soon na eleição parcial de 2011. Depois que Park foi eleito prefeito de Seul, Kim criticou Park duramente, embora ambos estivessem na mesma festa. Kim também se tornou sensação quando entrou com calças curtas no prédio do conselho.

## Caso de assassinato
Em 3 de março de 2014, Song Seung-ho, um empresário, foi encontrado morto em seu próprio prédio em Naebalsan-dong, Seul. Pouco depois disso, Paeng Yong-chan, que fugiu para a China, foi alvo da suspeita da polícia. Depois de procurado pela Interpol, Paeng foi repatriado para a Coreia do Sul e posteriormente preso. Por outro lado, durante a investigação, Paeng explicou que o assassinato foi ordenado por Kim Hyung-shik.
Em 24 de junho, Kim foi preso pela polícia logo após sua reeleição sob a bandeira da Nova Aliança Política para a Democracia (NPAD). No dia seguinte, ele saiu do NPAD.
Hankook Ilbo relatou que Kim emprestou cerca de 500 milhões de won (cerca de 500 mil dólares) de Song entre 2010 e 2011. Quando Kim se recusou a pagar, Song ameaçou Kim a fazê-lo. A mídia também acrescentou que Kim estava com medo dele e decidiu matar Song. Kim planejou usar seu amigo de longa data, Paeng, para efetivar sua própria "decisão", mas quando Paeng continuou se recusando, Kim deu um aviso final a Paeng em 27 de fevereiro e, finalmente, Paeng matou Song.
A mídia também explicou que Kim instou Paeng a cometer suicídio e Paeng também tentou, sem sucesso. No entanto, Kim negou tudo isso e, posteriormente, ele se manteve em silêncio.
Em 27 de outubro, Kim foi condenado à prisão perpétua e 25 anos para Paeng no primeiro julgamento. Posteriormente, Kim interpôs um recurso, mas no segundo julgamento, ele foi novamente condenado à prisão perpétua, em comparação com Paeng, cuja prisão foi reduzida para 20 anos. "Por favor, não! Eu não fiz isso!" ele chorou e foi forçado a ser levado ao tribunal. Em 19 de agosto de 2015, no julgamento final, a Suprema Corte confirmou a prisão perpétua para Kim e sua eleição como membro do Conselho Metropolitano de Seul foi oficialmente anulada.
A invalidade da sua eleição causou uma eleição suplementar, realizada juntamente com a eleição geral. O Partido Democrata da Coreia (sucessor do NPAD) decidiu não colocar nenhum candidato como responsável pelo caso. No final, Kim Kyung-ja do Partido do Povo (dissidente do NPAD) foi eleito.